# اس‌ام یوسی-۳۸
اس‌ام یوسی-۳۸ (به انگلیسی: SM UC-38) یک زیردریایی بود که طول آن ۱۶۵ فوت ۲ اینچ (۵۰٫۳۴ متر) بود. این زیردریایی در سال ۱۹۱۶ ساخته شد.